# Command & Conquer: Tiberian Dawn
Command & Conquer: Tiberian Dawn is het eerste deel uit de Command & Conquer-computerspelserie. Oorspronkelijk werd het spel eenvoudigweg Command & Conquer genoemd, maar om het te onderscheiden van latere delen uit de serie werd door zowel Westwood Studios als door de fans de toevoeging Tiberian Dawn gebruikt.
Het spel is ontwikkeld door Westwood Studios en uitgegeven door Virgin Interactive. In 1995 verscheen het in de winkels. Omdat Windows 95 tegelijk met het spel in ontwikkeling was, kwam C&C in eerste instantie als MS-DOS-spel op de markt. Later werd er een heruitgave voor Windows 95 uitgebracht. C&C is tevens verschenen op de PlayStation, Saturn en de N64.
Het genre real-time strategy (RTS) was begin jaren 90 enigszins populair vanwege de computerspellen Dune (van Cryogene) en Dune II (eveneens van Westwood Studios).
C&C gaf - samen met Blizzard Entertainments Warcraft: Orcs & Humans - echter de grootste impuls om RTS definitief op de kaart te zetten. Sinds 1995 is er een groot aantal RTS-spellen uitgebracht door verschillende ontwikkelaars. Ook de C&C-reeks is sinds die tijd onverminderd populair gebleken.
Sinds september 2007 biedt EA het spel gratis ter download aan via hun eigen ftp-server.

## Verhaal
In 1995 is er een meteoriet in Italië neergestort. Kort hierop wordt een nieuw, vreemd materiaal ontdekt: Tiberium. Volgens de geleerde Dr. Mobius onttrekt Tiberium mineralen uit de grond. Vervolgens verspreidt het zich, via de grond of via gemuteerde bomen, die als het ware sporen in de lucht verspreiden. Mensen kunnen niet tegen Tiberium: het zorgt voor ziektes, mutaties, en zelfs de dood. Het vreselijke materiaal verspreidt zich echter langzaam over de gehele wereld, waardoor met name plantaardige levensvormen ernstig muteren. Eén groepering lijkt in bijzondere mate geïnteresseerd in Tiberium: de Broederschap van Nod, onder leiding van een mysterieuze man, bekend als Kane. Dit is een wereldwijde terroristische organisatie, die banden blijkt te hebben met vrijwel alle terroristische organisaties ter wereld, en profiteert van alle onrust en ontevredenheid in de Derde Wereld. De Verenigde Naties richten hierop het Global Defense Initiative op om de vrede te bewaren. Er breekt uiteindelijk een enorme oorlog uit: de Eerste Tiberium-Oorlog. Nod manipuleert echter op slinkse wijze de media, om de publieke opinie tegen GDI te keren.

### Nod
Als men met NOD speelt, draait de campagne om de verovering van Afrika. Als nieuwe officier krijgt de speler in eerste instantie instructies van Kanes rechterhand Seth. Seth krijgt al gauw door dat de speler een goede aanwinst is, maar als hij ontdekt dat Kane zeer geïnteresseerd is in de speler wordt hij wantrouwig, bang voor zijn eigen positie. Hierop probeert hij de speler zonder dat Kane het weet op een onmogelijke missie te sturen: een inval in de Verenigde Staten van Amerika. Kane komt hier echter voortijdig achter en schiet Seth eigenhandig dood. Hierna krijgt de speler instructies van Kane persoonlijk. Wanneer uiteindelijk heel Afrika, met zowel conventionele als onconventionele middelen, veroverd is, wordt in de laatste missie zelfs een kernraket tegen GDI gebruikt. Daarna wordt het ionenkanon van GDI gekaapt en krijgt de speler van Kane de keuze voorgelegd uit vier doelwitten: het Witte Huis, de Eiffeltoren, de Brandenburger Tor en het Palace of Westminster. Hierdoor krijgt GDI ernstige problemen met de Verenigde Naties, zodat Nod de oorlog zeer waarschijnlijk zal winnen.

### GDI
Als de speler voor GDI kiest, bestaat de campagne uit het elimineren van Nods troepen in Europa. De speler krijgt hierbij instructies van generaal Sheppard, maar in enkele missies ook van kolonel Carter of kolonel Morelli, aangezien Sheppard verantwoording moet afleggen bij de Verenigde Naties. Sheppard wordt bovendien extra opgehouden door een groot probleem. Nadat GDI de Poolse stad Białystok geëvacueerd heeft, wordt de stad later vernietigd door Nod. De reporter Greg Burdette heeft (vrijwillig of gedwongen) in opdracht van Kane een vals nieuwsbericht gemaakt, waarin hij beweert dat GDI de massamoord op zijn geweten heeft. Hierdoor dreigt de financiële steun van de Verenigde Naties ingetrokken te worden. Uiteindelijk blijkt dat laatste slechts een list te zijn om Kane uit zijn tent te lokken. Een list die werkt, want Kane wordt ontdekt in een Tempel van Nod vlak bij Sarajevo. De speler kan de Tempel in de laatste missie op twee manieren vernietigen. De eerste is met conventionele wapens, waarbij Kane onder het puin bedolven wordt en niet meer gevonden wordt. Met deze methoden vallen er aan beide zijden veel doden. De tweede mogelijkheid is het gebruik van het ionenkanon, waarbij Kane met uitgestrekte armen in het licht van de ionenstraal verdwijnt. Als de speler dit toepast blijft het dodental aan de zijde van GDI laag. Hoe dan ook, met de verdwijning van Kane lijkt de oorlog op een eind te komen, in het voordeel van GDI.

## Tijdsbepaling
Command & Conquer: Tiberian Dawn speelt zich af in de op het moment van uitgave zeer nabije toekomst, in een periode die ongeveer loopt van 1995 tot en met 1997. Inmiddels heeft de werkelijke tijd die van het computerspel ingehaald. De prequel Red Alert speelt zich ongeveer vier decennia eerder af.

## Platforms
| Jaar | Platform                            |
| ---- | ----------------------------------- |
| 1995 | DOS                                 |
| 1996 | Macintosh, PlayStation, SEGA Saturn |
| 1999 | Nintendo 64                         |
| 2009 | PSP, PlayStation 3                  |

## Ontvangst
Het spel werd goed ontvangen:
| Beoordeeld door              | Platform    | Datum         | Score |
| ---------------------------- | ----------- | ------------- | ----- |
| World Village (Gamer's Zone) | DOS         | 1996          | 100%  |
| Absolute Playstation         | PlayStation | 1 maart 1997  | 90%   |
| All Game Guide               | SEGA Saturn | 1998          | 90%   |
| Electric Playground          | SEGA Saturn | 21 mei 1997   | 90%   |
| Mega Fun                     | PlayStation | december 1996 | 90%   |
| CD Player                    | DOS         | 1996          | 90%   |
| Computer Gaming World (CGW)  | DOS         | december 1995 | 80%   |
| High Score                   | Macintosh   | maart 1997    | 80%   |
| All Game Guide               | Macintosh   | 1998          | 80%   |
| IGN                          | PlayStation | 31 maart 1997 | 80%   |

## Trivia
- Het spel is opgenomen in het boek 1001 Video Games You Must Play Before You Die van Tony Mott.